# Can Feliu (Navès)
Can Feliu és una masia de Navès (Solsonès) inclosa a l'Inventari del Patrimoni Arquitectònic de Catalunya.

## Descripció
És una gran casa pairal de planta rectangular, teulada a doble vessant i orientada nord - sud. Portal d'entrada amb arcada. La façana principal és d'arc de mig punt adovellada amb finestres a la planta baixa i al primer pis, a la part superior, galeria oberta amb arcades.
El terra de l'entrada i de diverses estances del primer pis és de pedra, amb grans lloses tallades i sostres amb bigues.
El parament és de pedres irregulars i sense tallar amb morter, excepte a les cantonades i a les llindes de les finestres i de les portes, que són picades i tallades.
Davant de la casa, hi ha una gran era amb tot un conjunt de coberts i corrals.

## Història
Aquest lloc és el que apareix com a "Castell d'Orsera" i una de les primeres notícies és del 1163, moment en el qual el cavaller Pere de Vilaró, com a llegat testamentari, va donar a Santa Maria de Solsona aquest castell. En un document del segle xii, Joan Feliu va prestar declaració, entre d'altres, quan els senyors de Navès i Joan de Corbera es disputaven el mas del Pujol. Durant els segles xvi i xvii es van fer moltes reformes a la casa, quedant molt poques restes de la primitiva masia.